# WWS-2 Żaba
WWS-2 Żaba – polski szybowiec szkolny zbudowany w okresie międzywojennym.

## Historia

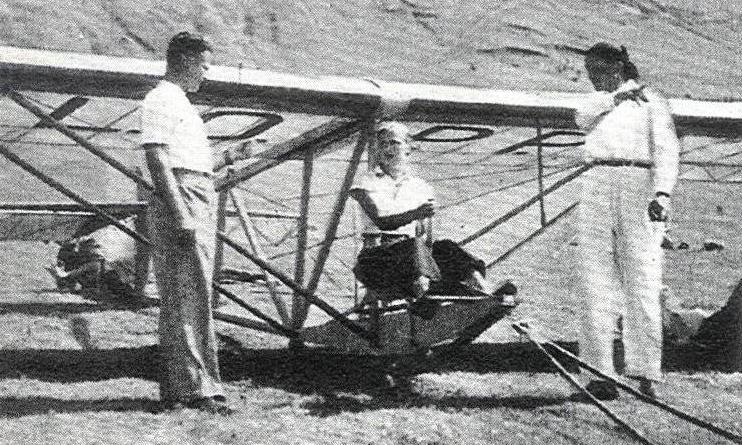
Jadwiga Piłsudska w szybowcu WWS-2 Żaba, 1937 r.

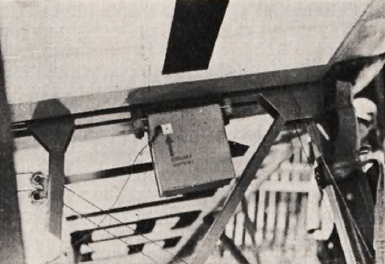
Odbiornik radiowy w szybowcu WWS-2 Żaba, 1938 r.

Wprowadzenie szkolenia szybowcowego jako elementu szkolenia wstępnego kandydatów na pilotów wojskowych spowodowało wzrost zapotrzebowania na tanie i proste szybowce. Wacław Czerwiński w Wojskowych Warsztatach Szybowcowych w Krakowie w 1936 roku zaprojektował szybowiec Żaba, który miał zastąpić eksploatowane szybowce Wrona. Opracowana konstrukcja była rozwinięciem szybowca CWJ bis Skaut. Podczas projektowania konstruktor położył duży nacisk na bezpieczeństwo pilota. Jego siodełko zostało wyprofilowane tak, aby zapobiec urazom kręgosłupa, a specjalnie skonstruowana podłoga chroniła stopy podczas lądowania. Po raz pierwszy w szybowcach polskiej konstrukcji płoza podkadłubowa została wyposażona w amortyzator olejowo-sprężynowy o dużym skoku. Mając na uwadze to, że szybowiec będzie służył do szkolenia początkujących pilotów, konstruktor zmniejszył czułość steru wysokości, co zapobiegało (przy przeciągnięciu) gwałtownemu przepadaniu i zwalaniu się szybowca na dziób lub skrzydło. Aby obniżyć koszty produkcji w konstrukcji znormalizowano wielkość zastosowanych elementów drewnianych.
Prototyp został oblatany na wiosnę 1937 roku na lotnisku w Rakowicach. Produkcję pierwszej serii uruchomiono w 1937 roku i szybowce były sukcesywnie dostarczane do Wojskowego Obozu Szybowcowego w Ustjanowej Górnej. Na podstawie doświadczeń z ich eksploatacji opracowano zmodyfikowaną wersję szybowca, którą nazwano Żaba II. Ich licencyjną produkcję rozpoczęły Lwowskie Warsztaty Lotnicze. Na początku 1938 roku Liga Obrony Powietrznej i Przeciwgazowej zamówiła serię Żab i przekazała je szkołom szybowcowym w Tęgoborzu, Pińczowie i Sokolej Górze celem porównania z szybowcami Wrona-bis. Na podstawie doświadczeń wprowadzono kolejne modyfikacje, nowa konstrukcja została oznaczona jako Żaba II-bis. 
W 1938 roku szybowiec Żaba eksploatowany w Wojskowym Obozie Szybowcowym został, do celów testowych, wyposażono w radioodbiornik opracowany w Instytucie Techniki Szybownictwa i Motoszybownictwa. Były to pierwsze tego typu loty w Polsce. Dzięki temu rozwiązaniu instruktor, będący na ziemi, miał możliwość wydawania poleceń pilotowi-uczniowi bezpośrednio podczas lotu. Wyniki testów oceniono pozytywnie, wybuch II wojny światowej przerwał dalsze prace.
II wojnę światową przetrwał tylko jeden egzemplarz szybowca, noszący przedwojenne znaki rejestracyjne SP-1236. Został wyremontowany w Instytucie Szybownictwa i oblatany w 1946 roku przez Piotra Mynarskiego na lotnisku w Aleksandrowicach. Od 1947 roku był wykorzystywany do lotów porównawczych z szybowcem IS-3 ABC. 23 stycznia 1950 roku został skasowany i 6 lipca 1964 roku przekazany do zbiorów Muzeum Lotnictwa Polskiego w Krakowie. Szybowiec ten był eksponowany na wystawie z okazji XX-lecia PRL.
Wacław Czerwiński w 1942 roku odtworzył dokumentację szybowca w Kanadzie, gdzie zbudowano dwa egzemplarze oznaczone jako CWA Wren.

## Konstrukcja
Jednomiejscowy szybowiec szkolny o konstrukcji drewnianej w układzie zastrzałowego górnopłatu.
Kadłub i skrzynka z miejscem dla pilota o konstrukcji kratownicowej, usztywnionej naciągami linkowymi. Skrzynka była dwudzielna, co ułatwiało dokonywanie bieżących napraw. Znajdowały się w niej przyrządy sterownicze (drążek i orczyk), fotel pilota i zaczep startowy. Kratownica kadłuba wykonana z listew drewnianych o profilu C, usztywniona naciągami z drutu mocowanymi do skrzydeł.
Płat o obrysie prostokątnym, dwudzielny, dwudźwigarowy, podparty dwoma parami drewnianych zastrzałów. Powierzchnia płata kryta do pierwszego dźwigara sklejką, dalej płótnem. Wyposażony w lotki o napędzie linkowym.
Usterzenie klasyczne krzyżowe. Statecznik poziomy jednoczęściowy, podparty zastrzałami z rurek stalowych. Stateczniki kryte sklejką, powierzchnie sterowe płótnem. Napęd sterów linkowy.
Podwozie jednotorowe złożone z jesionowej płozy z amortyzatorem olejowo-sprężynowym i stalowej płozy ogonowej.

## Malowanie
Drewniane elementy kadłuba, skrzydeł i usterzenia malowano lakierem bezbarwnym, powierzchnie płócienne cellonowano, na sterze kierunku znajdował się napis WWS-2 lub logo LWL. Znaki rejestracyjne malowano na dolnej powierzchni skrzydła w kolorze czarnym.